# Пеньково (Удомельский район)
Пеньково — деревня в Удомельском городском округе Тверской области.

## География
Деревня находится в северной части Тверской области на расстоянии приблизительно 19 км на восток по прямой от железнодорожного вокзала города Удомля в 3,5 км на юго-восток от Еремковского железнодорожного переезда.

## История
Известна с 1545 года как деревня с 2 дворами. Дворов (хозяйств) в ней было 9 (1859 год), 23 (1886), 28 (1911), 22 (1940), 32 (1961), 9 (1986), 3 (1999). В советское время работали колхозы «Новый Путь», «Призыв Сталина», им. 1-го Мая и совхоз «Еремковский». До 2015 года входила в состав Еремковского сельского поселения до упразднения последнего. С 2015 года в составе Удомельского городского округа.

## Население
Численность населения: 74 человека (1859 год), 107 (1886), 194 (1911), 66 (1961), 14 (1986), 6 (русские 83 %) в 2002 году, 5 в 2010.